# Onze-Lieve-Vrouw-van-Goede-Raadkerk (1898, Den Haag)
De Onze-Lieve-Vrouw-van-Goede-Raadkerk was een rooms-katholieke kerk aan de Bezuidenhoutseweg in Den Haag.
De kerk werd tussen 1896 en 1898 gebouwd voor de nieuw opgerichte parochie in Bezuidenhout. Op 4 juli 1898 werd de kerk geconsacreerd. Architect Nicolaas Molenaar sr. ontwierp een driebeukige kruiskerk in neogotische stijl. Aan de voorzijde stond de hoge toren, bestaande uit drie vierkante geledingen met een naaldspits, achtkantig tussen vier puntgevels. Het schip had vier traveeën, gevolgd door het transept en de travee van het priesterkoor, dat werd afgesloten met een vijfzijdige apsis.
Binnen werden het middenschip en de lagere zijbeuken overdekt met kruisribgewelven. De muren het plafond waren door het atelier van Pierre Cuypers voorzien van polychrome schilderingen. In de jaren 1920 maakte kunstenaar Antoon Molkenboer wandschilderingen en een aantal gebrandschilderde ramen. In 1904 kreeg de kerk een orgel, dat was gebouwd door de firma Franssen uit Roermond. In 1927 werd een groter orgel in de kerk geplaatst, dat eveneens door Franssen was gebouwd. De monstrans werd in 1910 vervaardigd door edelsmid Gerard Bartel Brom uit Utrecht.
Bij het Bombardement op het Bezuidenhout van 3 maart 1945 werd de kerk verwoest. Alleen de muren stonden nog overeind en de kerk kon niet gered worden. Nadat enkele jaren een noodkerk werd gebruikt, werd op 9 november 1955 de huidige Onze-Lieve-Vrouw-van-Goede-Raadkerk in gebruik genomen.

## Afbeeldingen

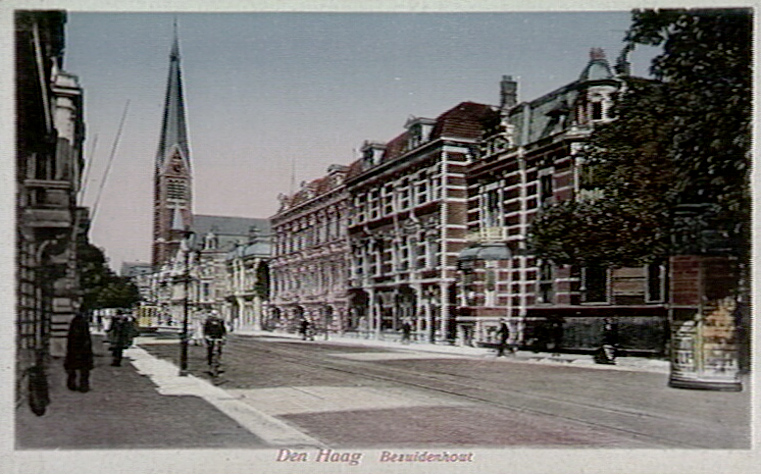
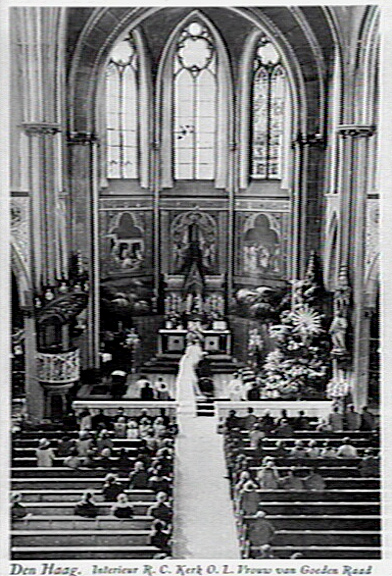
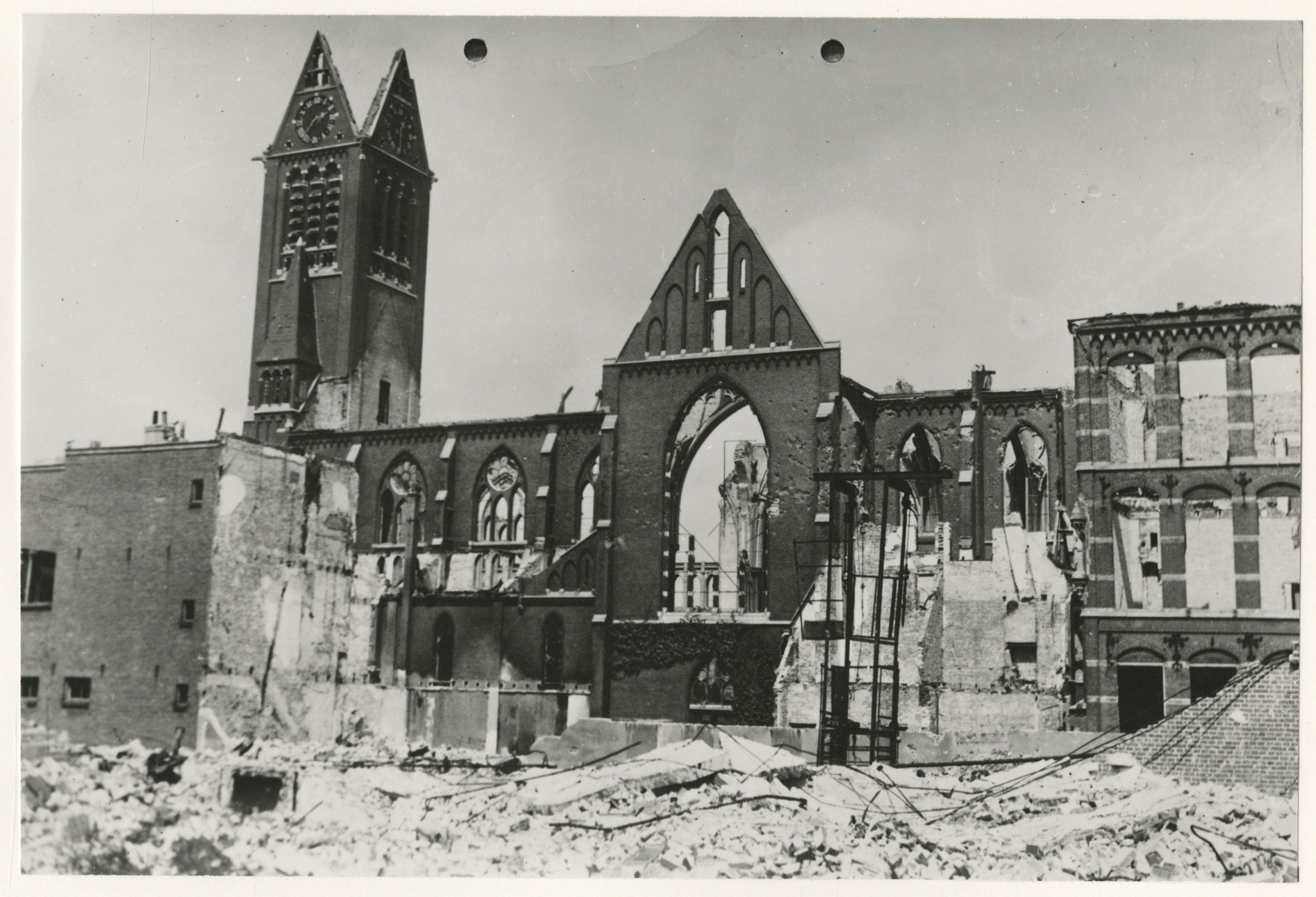
Na het bombardement in 1945

## Bron
- Onze-Lieve-Vrouw van Goede Raadkerk - De voormalige kerk